# Sporobolus heterolepis
Sporobolus heterolepis là một loài thực vật có hoa trong họ Hòa thảo. Loài này được (Gray) A.Gray miêu tả khoa học đầu tiên năm 1848.

## Hình ảnh

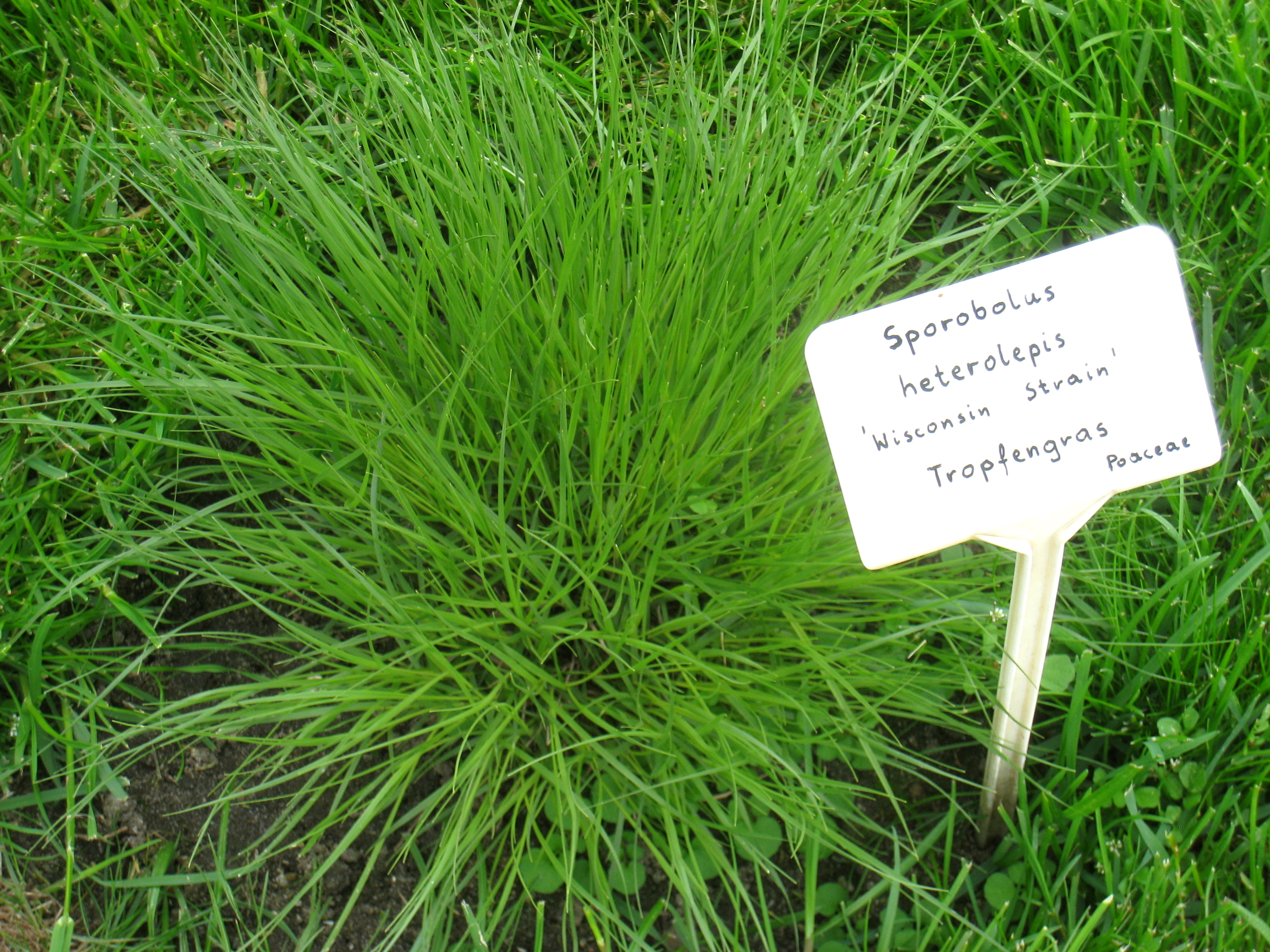
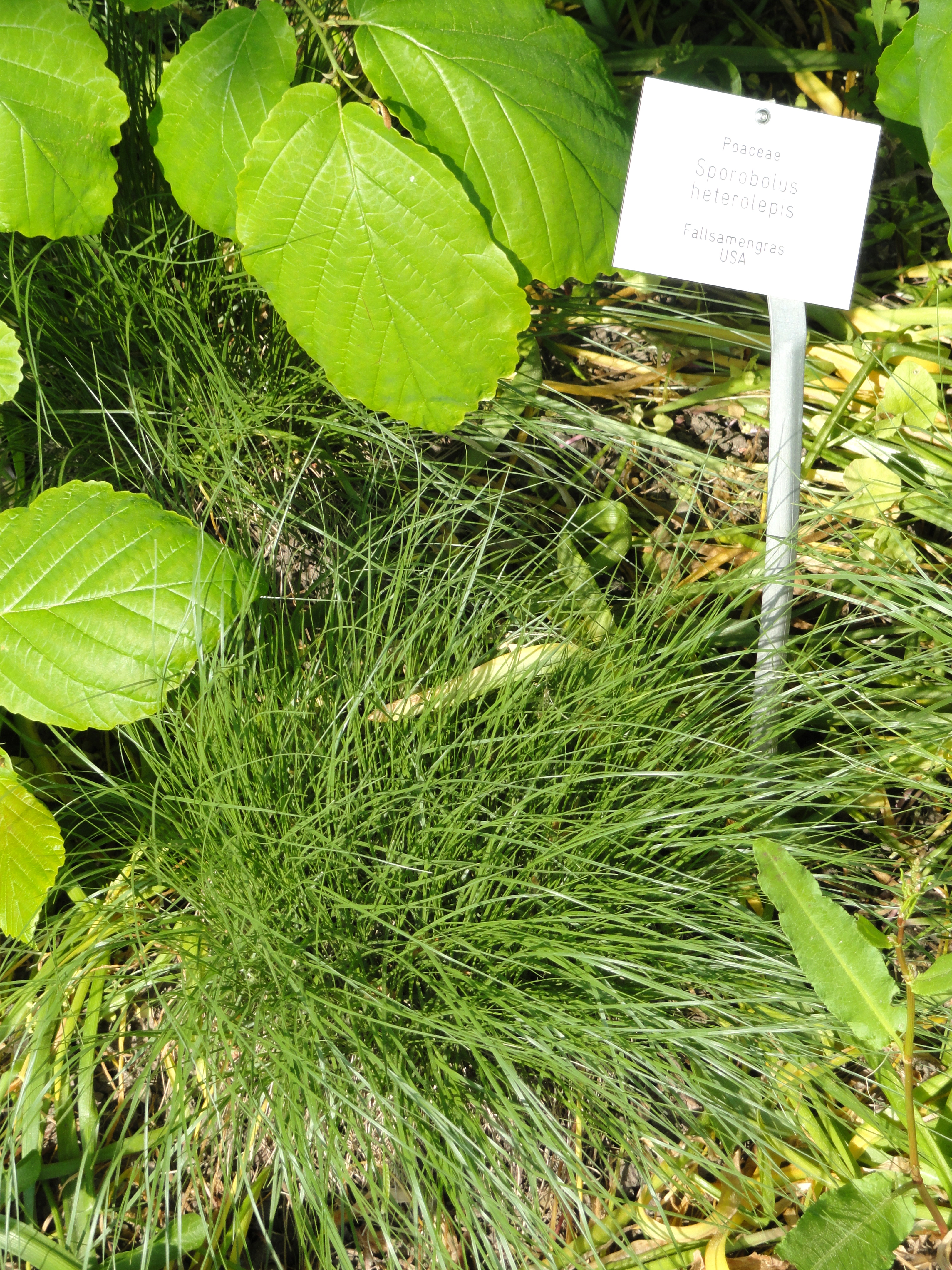
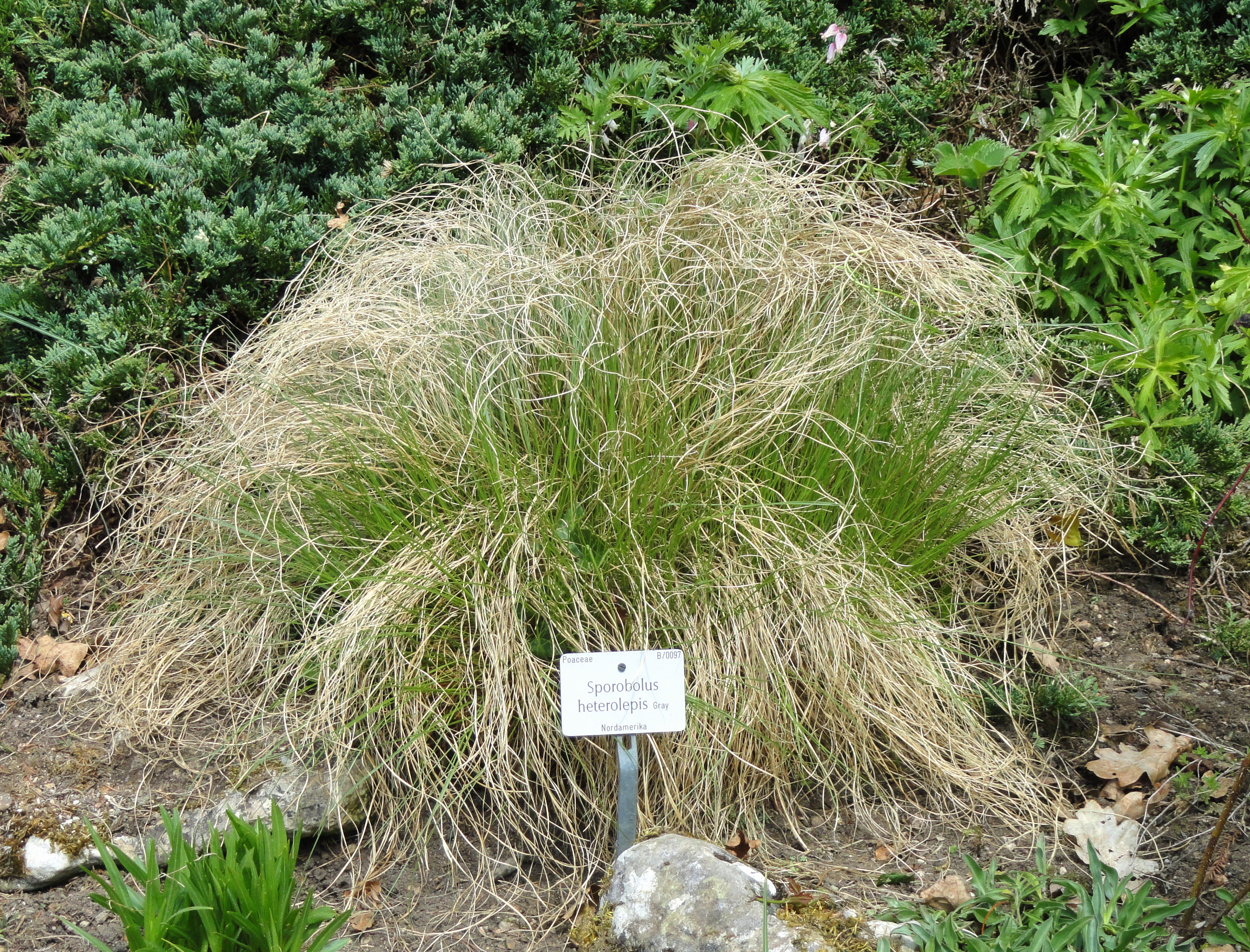
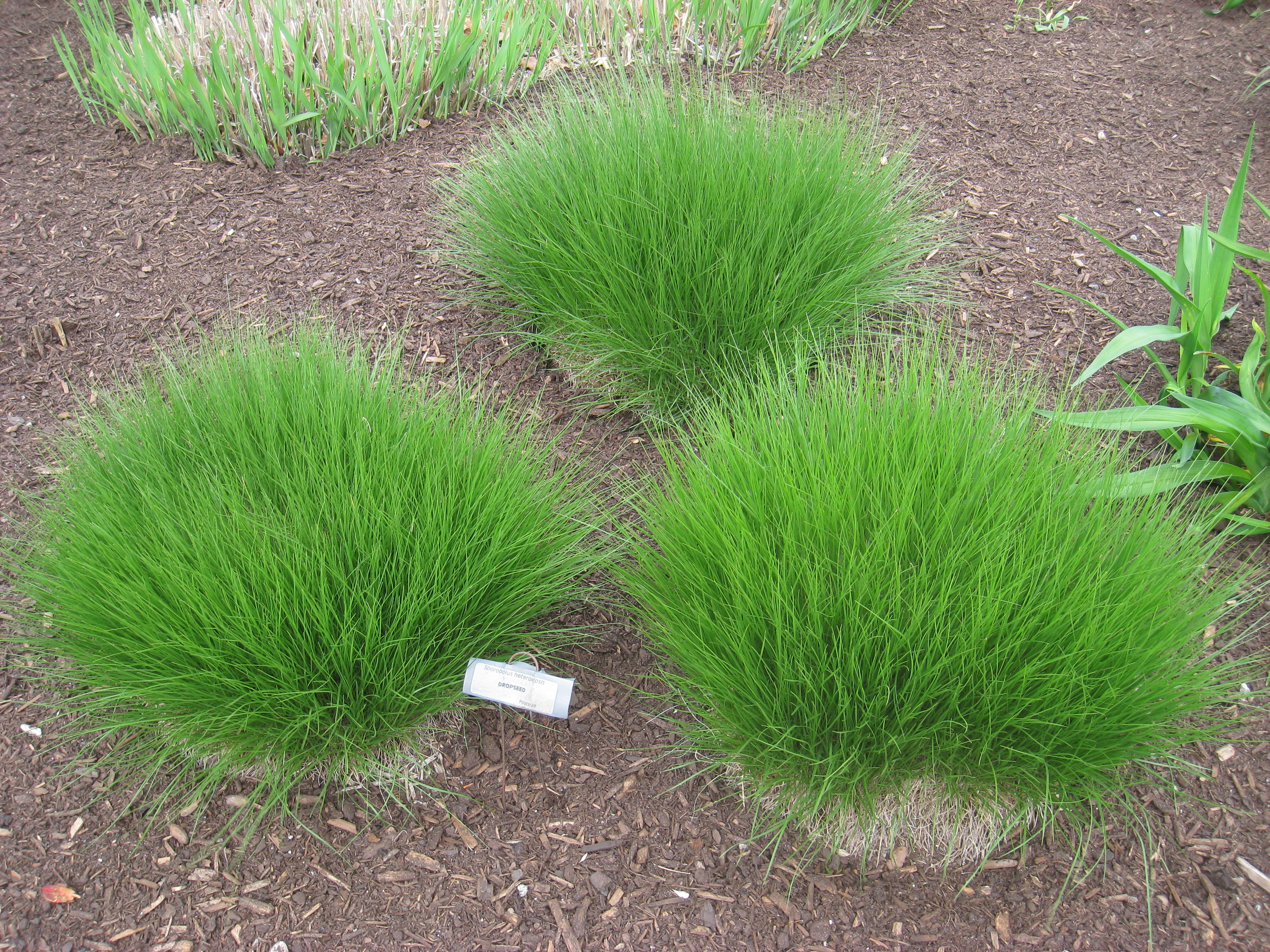